# 贾森·里德
贾森·里德（英語：Jason Read，1977年12月24日—），美国前男子赛艇运动员。他曾代表美国参加2004年夏季奥林匹克运动会赛艇比赛，获得男子八人单桨有舵手金牌。